# Luis Vera (calciatore uruguaiano)
Luis Alberto Vera (Paysandú, 1º novembre 1943) è un ex calciatore uruguaiano, di ruolo attaccante.

## Carriera

### Club
Giocò nel campionato uruguaiano e in quello argentino.

### Nazionale
Con la maglia della Nazionale ha vinto il Campeonato sudamericano del 1967.

## Palmarès

### Nazionale
- Campeonato Sudamericano de Football: 1

Uruguay 1967